# Francesco Forti

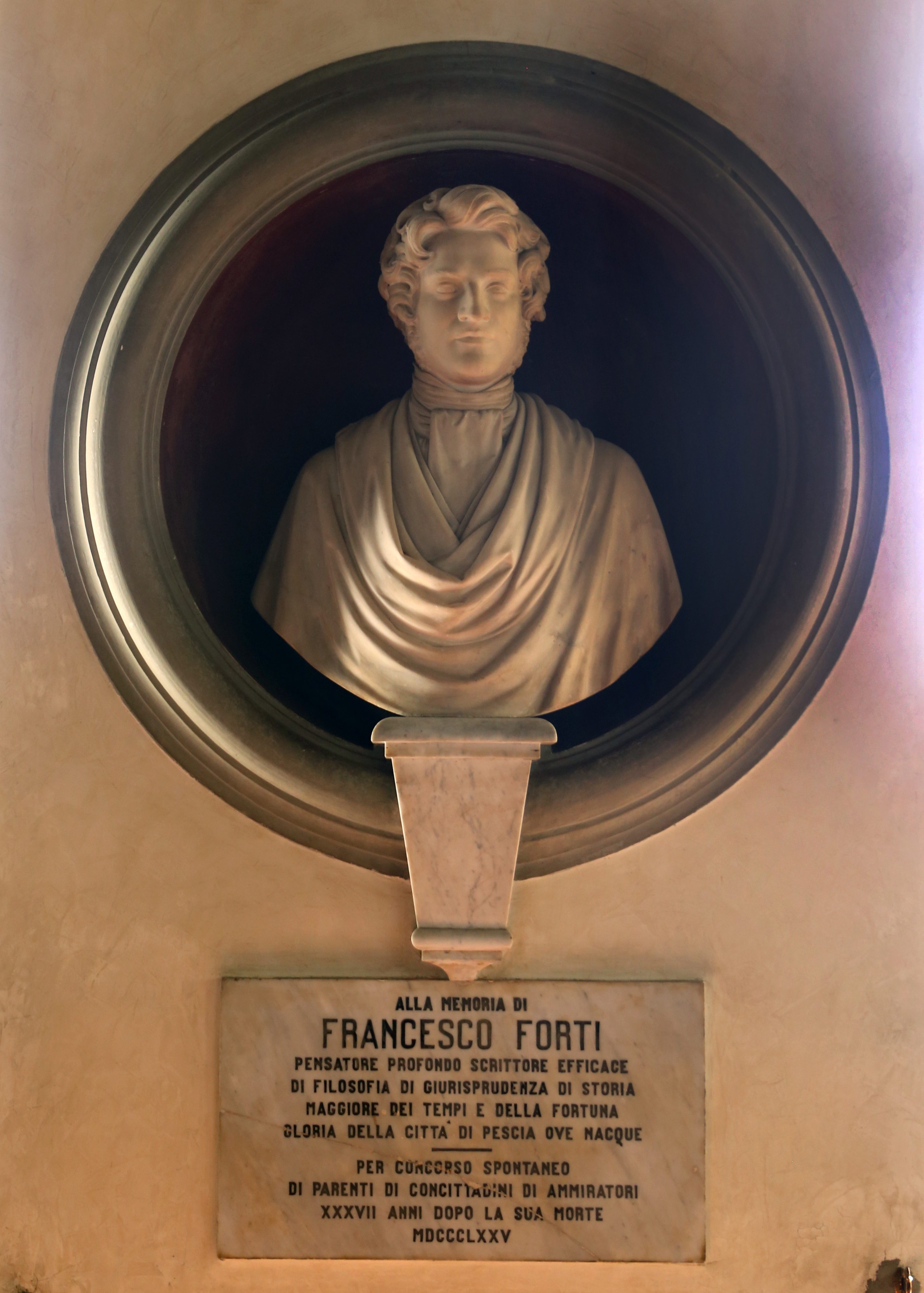
Busto nel Comune di Pescia

Francesco Forti (Pescia, 10 novembre 1806 – Firenze, 23 febbraio 1838) è stato un giurista e magistrato italiano del Granducato di Toscana.

## Biografia

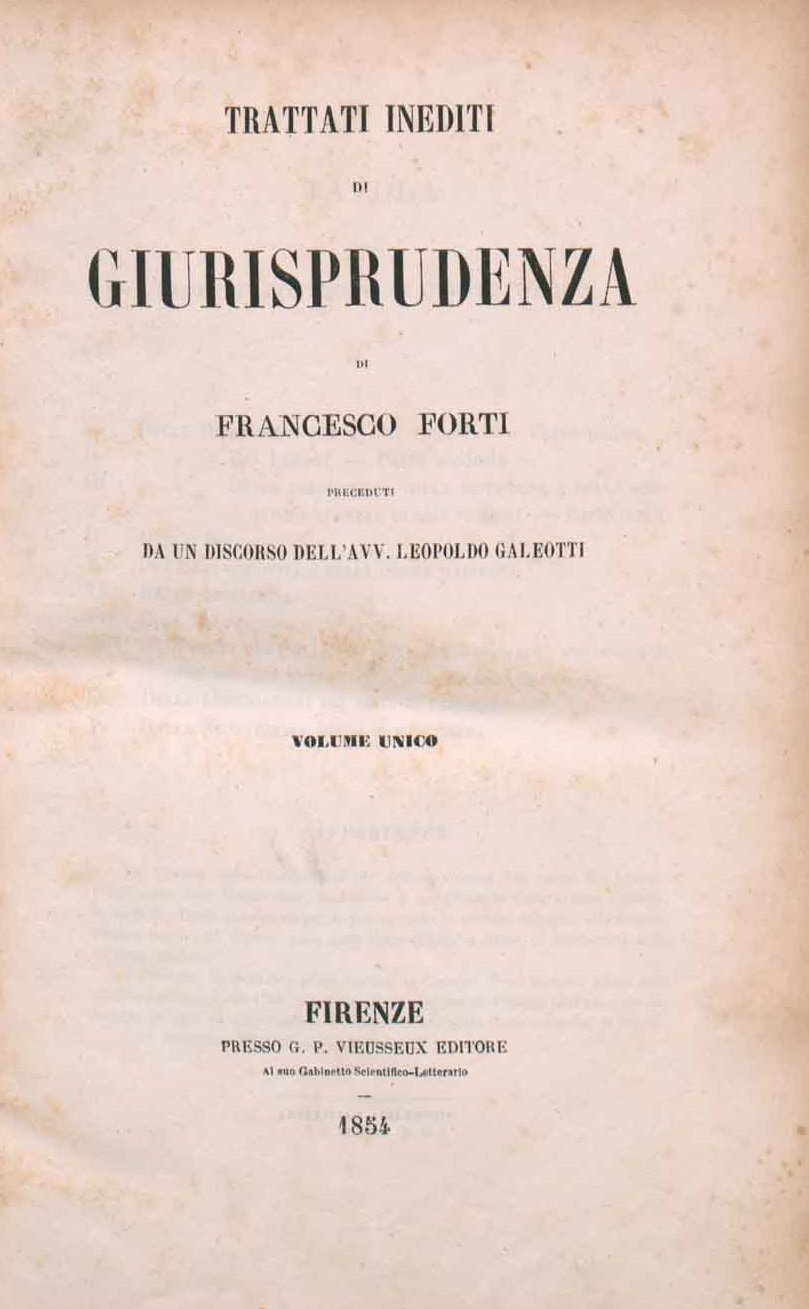
Trattati inediti di giurisprudenza, 1854

Nacque da Anton Cosimo, rampollo di una delle famiglie più antiche e nobili della città di Pescia, e da Serine “Sara” Simonde de Sismondi, sorella dell'illustre scrittore ed economista ginevrino Jean Charles Léonard Simonde de Sismondi. Ebbe una fanciullezza senza slanci, predestinato dalle consuetudini familiari ad intraprendere gli studi giuridici per i quali, tuttavia, mostrava spiccata attitudine.
Giovinetto, fu avviato alle scuole presso il Seminario vescovile di Pescia. Il fratello Pietro, che studiava con lui, avrebbe scelto la strada del sacerdozio e dal 1847 al 1854 sarebbe stato Vescovo di Pescia. Terminati gli studi in Seminario, fu mandato in collegio dai Padri Scolopi di Firenze, dove frequentò un biennio di retorica, matematica, filosofia. L'esperienza fiorentina fu assai importante, perché lo mise per la prima volta a contatto con il fecondo ambiente culturale dell'allora capitale toscana. Soprattutto, poté apprezzare la grandezza dello zio Sismondi, con il quale, per disposizioni paterne, non aveva mai potuto avviare un'assidua frequentazione (il padre, aristocratico di provincia piuttosto bigotto, non voleva che il figlio fosse influenzato negativamente dallo zio protestante e di idee politiche liberali).
Nel 1822, s'iscrisse all'Università di Pisa, ove nel 1826 conseguì la laurea in Diritto criminale e canonico. Il padre lo voleva avvocato, ma egli disubbidì trasferendosi a Firenze e iniziando a collaborare alla rivista culturale L'Antologia. Si avvicinò al Gabinetto Viesseux e divenne amico, oltre che dello stesso Giovan Pietro Vieusseux, di Pietro Giordani, Gino Capponi e altri liberali fiorentini. Conobbe Giacomo Leopardi, durante i suoi viaggi in Toscana, e strinse un'intensa amicizia con il poeta conterraneo Giuseppe Giusti, di poco più giovane di lui.
Nel 1832, lasciò l'attività giornalistica per intraprendere la carriera di magistrato. Il 9 ottobre di quell'anno fu nominato Secondo Sostituto dell'Avvocato generale fiscale presso la Ruota criminale di Firenze. La Ruota aveva il compito di discutere le cause di diritto criminale di tutto il Granducato. Tuttavia, non rimase troppo soddisfatto del nuovo incarico, che gli sottraeva tempo all'attività di scrittore di cose giuridiche. Nell'ottobre 1837, ottenne la nomina a sesto Auditore del Magistrato Supremo, un tribunale che si occupava di cause non criminali per Firenze e podesterie limitrofe. In questo periodo, allacciò un proficuo rapporto di amicizia con il giovane avvocato pesciatino, provetto uomo politico, Leopoldo Galeotti, che alla sua morte provvederà a pubblicare molti dei suoi scritti.
Nel febbraio 1838, si ammalò e in poco tempo morì. Con lui si estinse la famiglia Forti, che tanto aveva inciso nella vita culturale e politica di Pescia, poiché gli altri suoi fratelli maschi erano morti prematuramente e il fratello Pietro Forti, sacerdote e poi vescovo, non avrebbe potuto assicurare una discendenza (la sorella Enrichetta invece fu madre di Carlo Desideri). È sepolto nella cappella della Villa Il Riposo a Sant'Allucio, nel comune di Uzzano, dimora di campagna del suo casato.
In realtà non è certo affermare che con la morte di Francesco si estinse la famiglia Forti. Infatti nell'Elenco Ufficiale Nobiliare Italiano del 1922 la famiglia venne iscritta in persona dei discendenti di ben 4 rami. Possibilmente ad estinguersi fu solo quello a cui apparteneva il celebre magistrato.

## Opere
- Istituzioni civili, 1840 (postume)
- Opere edite e inedite di Francesco Forti, opera postuma, su books.google.com.
- Trattati inediti di giurisprudenza, Firenze, Giovan Pietro Vieusseux, 1854.